# Troféu Antenas de Prata
O Troféu Antenas de Prata, também conhecido como Prêmio Barros Barreto, é um prêmio extinto, entregue aos melhores profissionais da televisão do Rio de Janeiro. Foi criado em 1955 pela revista Radiolândia, em homenagem ao radialista Cesar de Barros Barreto.